# نی‌لو (رودسر)
نِی‌لو یکی از روستاهای اشکور سفلی، در۲۰ کیلومتری جنوب رحیم آباد شهرستان رودسر، در جوار شرقی جاده کوهستانی اشکور، بین سفیدآب و روستای جیرکل واقع شده‌است. این روستا در دامنه کوه توساسان و اربه سرا (باشیب حدود ۳۰ درجه) و با پوشش جنگلی نسبتاً انبوه از درختان راش و توسکا و باغات فندق و با چشمه‌ها و جویبارهای فراوان قرار دارد که از طرف شرق به رودخانه پلرود منتهی می‌گردد. شغل اصلی مردمان روستا باغداری به ویژه تولید فندق می‌باشد.
نام نی لو از دو عبارت «نی» و «لو» تشکیل شده‌است. نی اسم گیاهی است که قبلاً در این محل میروئید و کلمه «لو» به زبان محلی به معنی زیاد (دراز) می‌باشد بنابراین نیلو یعنی محلی که نی زیادی می روئید.
آثار قدیمی بجا مانده نشان می‌دهد که یکبار این محل (روستا) بطورکلی در آتش‌سوزی حاصل از بادهای موسمی گرم پائیزی-زمستانی (که در زبان محلی به گرمش معروف است) از بین رفته‌است.
این روستا در سال ۱۳۵۳ با آمدن سپاه دانش، صاحب اولین مدرسه ابتدائی به سبک جدید شد. قبل از این جهت سوادآموزی لازم بود به روستاهای اطراف (جیرکل و سجیران) تردد شود یا آوردن میرزا و دایر کردن مکتبخانه بدین منظور مرسوم بود.